# Alphonse Bouvret
Louis Alphonse Bouvret, né à Beauvais le 21 novembre 1831 et mort à Paris 8e le 8 mars 1898, est un dramaturge, journaliste et directeur de théâtre français.

## Biographie
Auteur de nombreuses pièces de théâtre, de vaudevilles, de mimodrames, qu'il fait jouer dans la veine comique, Alphonse Bouvret fonde le 10 mai 1882 à Paris un hebdomadaire, le Journal des artistes, qui avait existé auparavant de 1828 à 1870 ; le rédacteur en chef est Henry Esmont et le siège est au 5 avenue de l'Opéra. Le journal ambitionne de donner plus de place aux événements artistiques de province et se lance au moment du Salon des artistes français. Dès octobre suivant, le journal est sous-titré Revue hebdomadaire des beaux-arts, et change de domiciliation pour le 32-34 de la galerie Vivienne.
Par le passé, Bouvret s'était rapprochée d'Anne-Sophie Marchoux, dite la comtesse Decaen (ou de Caen, 1809-1870), belle-fille du général Decaen. Il publie ses écrits dans son journal. Cette mécène qui légua sa fortune à l'Institut de France pour les jeunes artistes, lui laissera exécuter son testament et l'usufruit administratif de ce local situé dans la galerie Vivienne, dont il fera un théâtre.
Le « Théâtre lyrique de la galerie Vivienne » revient sous sa direction à partir de 1891, car le 15 mars de cette année, le Journal des artistes migre au 10 rue Pigalle et annonce à ses lecteurs que Bouvret quitte la direction du journal. Dès 1888, il gère ce même lieu pour le Petit-Théâtre de marionnettes fondé par Maurice Bouchor et ses amis.
Il collabore à L'Europe artiste, au Franc-parleur, et à la revue Les Enfants du Nord (1893).
Sans doute dépressif, Bouvret se suicide d'une balle dans la tête dans la nuit du 7 au 8 mars 1898 à bord d'un wagon de train allant de Courbevoie à la gare Saint-Lazare ; respirant à peine, il meurt peu après l'arrivée du train à quai, vers une heure du matin, alors que les secours l'emportaient vers un hôpital et que son fils venait reconnaître le corps de son père.
Il fut officier de l'Instruction publique et maire de Bourg-la-Reine de 1876 à 1878.

## Publications
- L'Écho des Porcherons : revue artistique, littéraire et théâtrale paraissant tous les samedis, 4 numéros, Paris, 1869.
- L'Écho de la Gaîté, journal du XIVe arrondissement, Paris, 1869.
- Léopold Wenzel, L'Amour qui passe ! L'Amour qui reste !, romance, paroles de Alphonse Bouvret, chez Marcel Colombier, 1869.
- Prosper Corlieu, Il t'aimera !..., romance, paroles de Alphonse Bouvret, Marcel Colombier, 1871.
- Emmanuel Gérard, Le Nouveau gagne-petit, chansonnette, paroles de A.. Bouvret, musique de Em. Gérard, Colombier, 1878.
- Sous seing privé, comédie en 1 acte, Paris, théâtre Cluny, 21 décembre 1879, publiée chez Tresse.
- Un objet d'art, comédie en 1 acte, Paris, théâtre Cluny, 25 juin 1880, publiée chez Tresse.
- L'Amoureux Dépit, opérette en 1 acte, musique de Prosper Corlieu, Enghien, Théâtre du Casino, 1er juillet 1883, publiée chez Tresse.
- Les Aoûtas, monologue comique, Au bureau du "Journal des artistes", 1884.
- La Carotte, conférence comique, Martin-Boursin, 1884.
- Victorine, historiette, Martin-Boursin, 1884.
- La Fortune du pot, monologue comique, Martin-Boursin, 1884.
- Monsieur Jules !, monologue, Martin-Boursin, 1884.
- Première Brouille, scène, Martin-Boursin, 1884.
- Un trait de lumière, scène interprétée par M. Georges Peutat, Martin-Boursin, 1885.
- Frédéric Lentz, Sous le zinc, opéra-comique en 1 acte, paroles de Alp. Bouvret, réduction pour chant et piano par l'auteur, 1889.
- Madame est servie !... comédie de salon, en 1 acte, Pierrefonds-les-Bains, Théâtre du Casino, 15 septembre 1888, publiée chez Tresse et Stock, 1889.
- Un Franc-Picard à Paris : chroniques au jour le jour et chansons, préface de Bertol-Graivil, G. Melet, 1894.